# دائرة بوثلجة
دائرة بوثلجة إحدى دوائر  ولاية الطارف الجزائرية .  عاصمتها هي بوثلجة  وتضم بلديات  : 
- بوثلجة
- بحيرة الطيور
- الشافية